# Ernie Goodsir-Cullen
Ernest John „Ernie” Goodsir-Cullen  (ur. 15 lipca 1912 w Kasauli, zm. w grudniu 1993 w Salford) – indyjski hokeista na trawie. Złoty medalista olimpijski z Berlina.
Zawody w 1936 były jego jedynymi igrzyskami olimpijskimi. W turnieju wystąpił w pięciu spotkaniach strzelając jednego gola. 
Był młodszym bratem Williego Goodsira-Cullena.